# Pyroderces klimeschi
Pyroderces klimeschi ist ein Schmetterling (Nachtfalter) aus der Familie der Prachtfalter (Cosmopterigidae).

## Merkmale
Die Falter erreichen eine Flügelspannweite von 13 bis 17 Millimeter. Der Kopf ist gelblich weiß. Die ersten beiden Drittel der Fühler sind weiß und braun geringelt. Das letzte Drittel gliedert sich in drei braune und drei weiße Abschnitte. Der Thorax ist gelblich weiß. Dorsal hat er zwei breite, fahlbraune Striche, die in der Mitte etwas schmaler sind. Hinten befindet sich ein weißlicher Fleck. Die Tegulae sind braun. Die Vorderflügel sind in der Basalregion braun. An die Basalregion grenzt ein sehr schräg nach innen verlaufender, ockerfarbener bis weißer Strich. Er reicht von der Costalader bis über die Analfalte. Die übrigen Flügelbereiche sind ockerbraun, der Apikalbereich ist dunkler. Am Flügelinnenrand befindet sich ein weißer Strich, der häufig gelblich durchmischt ist. Er reicht von der Flügelbasis bis zur Flügelspitze und ist am Innenwinkel schmaler. Auf der ockerfarbenen bis weißen Binde befindet sich bei 1/5 ihrer Länge ein dunkelbrauner, subapikaler Fleck. Ein ähnlicher Fleck befindet sich jeweils oberhalb und unterhalb der Analfalte an der Grenze zur braunen Basalregion. Die Costalader ist von 1/4 bis 2/3 der Vorderflügellänge grau durchmischt. In der Flügelmitte beginnt bei halber Flügellänge ein undeutlicher, grauer Strich, der bis zum Apex reicht. Über dem Innenwinkel befindet sich ein weißer Fleck. Ein ockerfarbener, weißer Strich reicht von der Costalader bis in den Apikalbereich. Die Fransenschuppen sind am Apex ockerfarben braun und am Flügelinnenrand ockergelb. Die Hinterflügel sind ockergrau und werden in Richtung Apex dunkler. Das Abdomen ist ockergrau. Die Segmente haben hinten hellere Bänder, die letzten beiden Segmente sind gelblich weiß. Bei den Männchen sind die Vorderflügel mehr einfarbig, die dunkelbraunen Flecke fehlen.
Bei den Männchen ist das Tegumen lang und verjüngt sich distal. Die Brachia sind stark gebogen. Das rechte Brachium ist ungefähr doppelt so lang wie das linke und hat eine hakenförmige Spitze. Die Valven sind sehr lang, schlank und leicht gekrümmt. Der Aedeagus ist kurz und gestutzt. Er besitzt einen sklerotisierten Basalring. Die  Manica verjüngt sich distal stark, das letzte Drittel ist nach unten gebogen. Die linke Valvella ist schmal keulenförmig. Die rechte Valvella hat die Form eines rundlichen Höckers.
Bei den Weibchen liegt das Ostium in der Mitte des rundlichen Sterigma und hat einen sklerotisierten Ring. Das Sterigma hat auf der rechten Seite eine Vorstülpung. Der Ductus bursae ist kürzer als das Corpus bursae. Das Corpus bursae ist länglich und verjüngt sich vorn. Die Signa bestehen aus zwei unregelmäßigen, ovalen und schuppigen Platten.

### Ähnliche Arten
Pyroderces klimeschi unterscheidet sich von ähnlichen Arten durch den gelblich weißen Kopf und die fahl braune Mittellinie auf dem weißen Thorax.

## Verbreitung
Pyroderces klimeschi ist in Polen, der Slowakei, Österreich, Ungarn, Rumänien, Spanien (Mallorca) und Italien beheimatet.

## Biologie
Über die Biologie der Art ist nichts bekannt. Die Falter wurden im Mai und im Juni (Kleiner Plattensee) gefangen.

## Belege
1. 1 2 3 4  J. C. Koster, S. Yu. Sinev: Momphidae, Batrachedridae, Stathmopodidae, Agonoxenidae, Cosmopterigidae, Chrysopeleiidae. In: P. Huemer, O. Karsholt, L. Lyneborg (Hrsg.): Microlepidoptera of Europe. 1. Auflage. Band 5. Apollo Books, Stenstrup 2003, ISBN 87-88757-66-8, S. 125 (englisch).
2. ↑  Pyroderces klimeschi bei Fauna Europaea. Abgerufen am 21. Januar 2012
3. ↑  Hans Rebel (1938): Ein neuer Kleinschmetterling aus Westungarn. Zeitschrift des Österreichischen Entomologen-Vereines 23, Seite 5–6